# إسهال مرافق للمضادات الحيوية
إسهال مرافق للمضادات الحيوية أو إسهال مصاحب للمضادات الحيوية أو إسهال مرافق للعلاج بالمضادات الحيوية (بالإنجليزية: Antibiotic-associated diarrhea)‏ ويُدعى اختصارًا AAD، ينتج عن عدم توازن في ميكروبات القولون نتيجةً للعلاج بالمضادات الحيوية. تَغير الميكروبات يُغير أيض الكربوهيدرات مع انخفاض امتصاص سلسلة الحمض الدهني القصيرة وبالتالي يؤدي إلى إسهال تناضحي، وأيضًا سلسلة أخرى من المضادات الحيوية تؤدي إلى إسهال نتيجةً لفرط نمو مُحتمل في الكائنات الحية المُمرِضة مثل المطثية العسيرة، ويُعرف هذا الإسهال على أنهُ براز مائي رخو مُتكرر مع عدم وجود مضاعفات أُخرى.
أظهرت التحاليل التلوية أنَّ البروبيوتيك قد تحمي من الإسهال مرافق للمضادات الحيوية في الأطفال والبالغين، ولكنَّ الأدلة غير كافية، ومع ذلك فإنهُ يتعلق بالتأثير على معدل عدوى الكلوستريديوم ديفيسيل. بالرغم من ذلك، فإنَّ بعض الدراسات الأخرى ذكرت أنَّ استعمال البروبيوتيك فَشلت حتى الآن في تلبية معيار الرعاية الطبية المطلوبة للطب المسند بالدليل. هناك حاجة تحديد فعالية البروبيوتيك من خلال تجاربٍ عشوائية مزدوجة عمياء وهمية.
تعتمد فعالية وقاية البروبيوتيك من الإسهال المرافق للمضادات الحيوية على سلسلة/سلاسل البروبيوتيك المستخدمة وعلى الجُرعات، فقد وجد 50% انخفاض في الإسهال المرافق للمضادات الحيوية، ولم يُبلغ عن أي أثر جانبي لهذه الدراسات، ولكن يجب أخذ الحيطة والحذر عند إعطاء البروبيوتيك للأفراد منقوصي المناعة أو المرضى الذين لديهم نفاذية معوية منقوصة؛ وذلك لتقليل خطر العدوى الناجم عن مكملات البروبيوتيك.
يُعرف بأنَّ المطثية العسيرة تُسبب حوالي ما بين 10-20% من الإسهال المرافق للمضادات الحيوية، ويعود السبب في ذلك؛ أنَّ المضادات الحيوية التي تُعطى كعلاجٍ لبعض الأمرض مثل التهاب القولون التقرحي تقتل دون قصد كمية كبيرة من النبيتات المعوية وهي ميكروبات بشرية تتواجد بشكلٍ طبيعي في الأمعاء، وعند تخفيض عدد هذه الكائنات الطبيعية الوجود، فإنهُ يؤدي إلى فرطِ نمو المطثية العسيرة المسؤولة عن إطلاق سموم معوية.